# Михайловск (Ставрополски край)
Вижте пояснителната страница за други значения на Михайловск.
Михайловск (на руски: Миха̀йловск) е град в Ставрополски край, Русия. Градът е разположен близо до река Ташла на 12 km североизточно от Ставропол. Населението на града към 1 януари 2018 година е 90 698 души.
Градът е основан през 1784 г., като село под името Михайловское, по-късно става Казашка станица. През 1870 г. губи военната си мощ и отново е въранат стауса му на село. През 1963 г. е преименувано на Шпаковское. Получава сатут на град през 1999, когато му е дадено и сагашното му име.